# Црква Светог пророка Илије у Доњој Пецкој
Црква Светог пророка Илије у Пецкој је храм Српске православне цркве који се налази у селу Доња Пецка у општини Мркоњић Град у Републици Српској. Припада епархији бихаћко-петровачкој како се вјерује, саграђена на мјесту некадашњег манастира.

## Прошлост
Вјерује се да је данашњи храм саграђен на темељима средњовјековне цркве, јер се према турском дефтеру из 1517. године у Пецкој налазио манастир у којем се помиње један монах. Турски списи биљеже да је средином 16. вијека на челу манастира био калуђер Макс и поп Јован. У народном предању и поезији постоји сјећање на средњовјековну православну цркву у Пецкој.
Црква Светог пророка Илије у Пецкој је једнобродна са петостраним аписидом. Садашњу цркву градио је Бодо Симић, трговац из села Чипуљићи недалеко од Бугојна. Изнад порте цркве налази се натпис у коме стоји саопштење да је црква саграђена 1858. године, а накнадно је изграђен звоник. На зидовим ацркве примјетан је већи број прозора који су украшени исклесаним розетама и геометријским орнаментом. Унутрашњост цркве у дијелу наоса и олтара су ојачани стубовима са лучним завршетком, док је под направљен од камених плоча.